# Mechanische materiaalproef

Trekproefopstelling met opgestelde spanning-rekdiagram en belasting-verplaatsingsdiagram. Een proefstaaf wordt onderworpen aan een geleidelijk toenemende spanning (kracht) totdat er een breuk optreedt. Het resulterende belasting-verplaatsingsgedrag wordt gebruikt om een spanning-rekcurve te bepalen, waaruit een aantal mechanische eigenschappen kunnen worden bepaald.

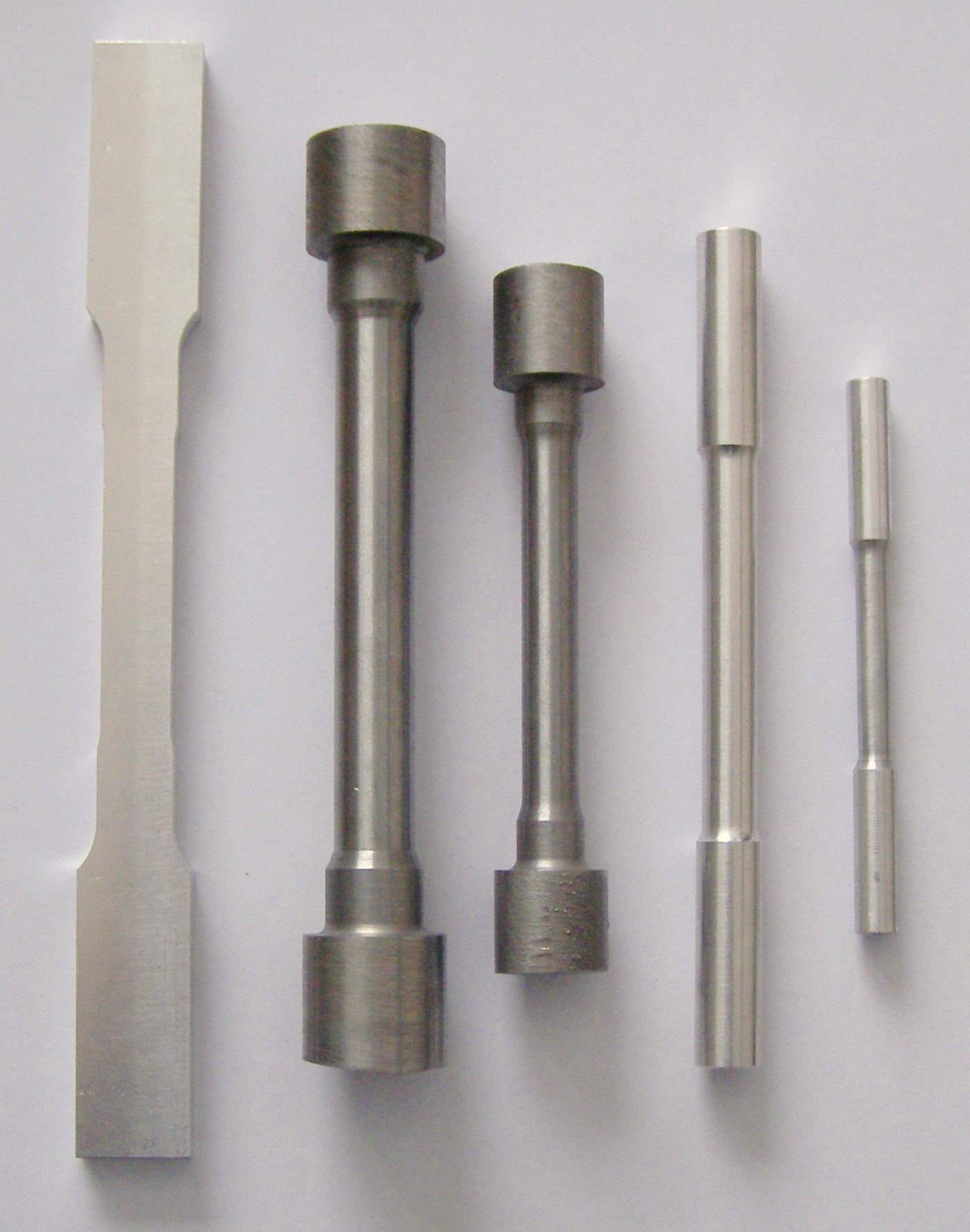
Proefstaafjes voor verschillende materiaalproeven en gestandaardiseerde normen

Schematische weergave van de kerfslagproef

Een mechanische materiaaltest is een vorm van materiaalanalyse in de materiaalkunde, waarin met een breed scala aan testen het mechanisch gedrag van materialen wordt gemeten of bepaald. Tegenwoordig kunnen de meeste mechanische materiaalproeven worden uitgevoerd met universele testmachines. De proefopstellingen moeten vaak voldoen aan gestandaardiseerde normen voor de proefstaafjes of coupons (de testmonsters), de testmachines en de testomgeving.

## Indeling
In grote lijnen kunnen ze worden onderverdeeld in de volgende twee categorieën op basis van de informatie, die wordt geanalyseerd:
- Testen die gericht zijn op het bepalen van de mechanische eigenschappen van een materiaal, onafhankelijk van de geometrie.
- Testen welke de reactie van een constructie op een bepaalde actie bepalen, bijvoorbeeld het testen op doorbuiging van composietbalken en vliegtuigconstructies op falen.

Daarnaast bestaat er een verdeling te maken op basis van de materiaalschade op het proefmonster door het uitvoeren van de test.
- Niet-destructief onderzoek
- Destructief onderzoek

Als laatst moet worden genoemd dat sommige testen alleen te verrichten zijn op proefmonsters of lokaal en andere op gehele objecten, voorwerpen of constructies (full-scale test).

## Motivatie
De volgende punten kunnen belangrijke redenen of meetinformatie zijn voor het verrichten van een mechanische analyse:
- Kwaliteit, voor controle en onderhoud.
- Materiaaleigenschappen, voor materiaalkeuze of karakterisering.

## Soorten mechanische materiaalproeven
Het is essentieel dat alle materiaalproeven worden uitgevoerd onder gestandaardiseerde omstandigheden volgens de vastgelegde AISI-, ASTM-, DIN- of ISO-normen, of andere internationale standaardnormen, al dan niet in een klimaatkast of -kamer voor het imiteren van een klimaatsimulatie. Op die manier kunnen de mechanische eigenschappen van de materialen, die worden gemeten, onafhankelijk van de onderzoeksfaciliteit worden vergeleken met elkaar voor het maken van de juiste materiaalkeuze.
In principe zijn de proeven bedoeld om geometrie-onafhankelijke, isotropische eigenschappen te verkrijgen; dat wil zeggen die inherent zijn aan het bulkmateriaal. In de praktijk is dit niet altijd haalbaar, aangezien zelfs bij trekproeven bepaalde eigenschappen kunnen worden beïnvloed door de grootte en/of geometrie van de proefstaaf.
Hieronder is een lijst van enkele van de meest voorkomende mechanische materiaalproeven:
- Trekproef, voor het opstellen van een spanning-rekdiagram van materialen, waaruit mechanische eigenschappen kunnen worden afgelezen, zoals de elasticiteitsmodulus, vloeigrens, trekspanning en breukrek.
  - Trekproeven in de dikterichting van staalplaten (Z-proeven)
- Druktest
- Buigproef
  - Driepuntsbuigproef
  - Vierpuntsbuigproef
- Hardheidstesten
  - Vickers-hardheidstest (HV), met een brede schaal aan waarden
  - Brinell hardheidstest (HB)
  - Rockwell-hardheidstest (HR), voornamelijk gebruikt in de VS
  - Knoop hardheidstest (HK), voor analyse van kleine oppervlakken
  - Meyer hardheidstest
  - Nano-indentatietest
  - Shore durometer hardheidstest, voor polymeren
  - Barcol hardheidstest, voor composietmateriaal
- Impactproef
  - Kerfslagproef (charpy-test)
  - Izod-test
- Breuktaaiheids- of breukmechanicaproef
  - KIc-proef – Lineair-elastisch (KIc), voor brosse en ductiele materialen
  - J-integraal proef – Elastisch-plastisch (JIc), voor ductiele materialen
  - CTOD-proef (Crack Tip Opening Displacement), voor ductiele materialen
- Kruipproef, voor het mechanisch gedrag van materialen bij hoge temperaturen (ten opzichte van hun smeltpunt)
- Vermoeiingsproef, voor het gedrag van materialen onder een cyclische belasting uitgevoerd op buigproefstaven (SENB) of compact tension-proefstaven (CT)
  - Vermoeidheidsscheurgroei-testen (Fatigue Crack Growth Rate)
  - CorrosievermoeiingsproefPeltest van lijmen

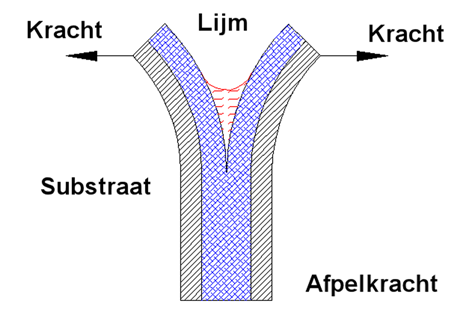
Peltest van lijmen

- Verbindings- en lijmtesten, voor het bepalen van verbindings- en lijmfaalmechanisme, de kwaliteit van de verbindingen en lijmhechting
  - Lapverbindingstest (Engels: lap shear test)
  - Peltest
  - Schuiftest
- Lasproef van gelaste verbindingen
  - Trekproef
  - Buigproef
  - Lapverbindingstest (Engels: lap shear test)
  - Kerfslagproef
  - Breekproef, analyse voor lasfouten (porositeit, gasinsluitsels, scheuren, onvoldoende inbranding, etc.)